# Chiesa di Sant'Elisabetta (Pergine Valsugana)
La chiesa di Sant'Elisabetta è una chiesa sussidiaria a Pergine Valsugana che risale al XVII secolo.

## Storia
La chiesa venne edificata nel 1648 sul sito occupato in precedenza da un'abitazione civile. Per volere del governo della Baviera, nel 1808, la chiesa venne chiusa al culto sino al 1852, quando venne nuovamente riaperta.
La presenza austriaca permise che nell'edificio vi si svolgessero funzioni religiose anche se non versava in buone condizioni e, pochi anni prima della fine del secolo, venne nuovamente chiusa e poi i locali furono impiegati per altri scopi.
Dopo il primo conflitto mondiale, nel 1926, venne restaurata e riaperta nuovamente al culto con una consacrazione celebrata da don Giacomo Regensburger, ma cadde presto e nuovamente nell'abbandono, e tale situazione venne registrata già nel 1932.
Nel 1970 la cupola della sala crollò, e durante il crollo fu danneggiata anche la parete a occidente. Si intervenne con urgenza e la cupola venne ripristinata, ma la chiesa non venne riaperta.
Un ultimo ciclo di restauri si è registrato tra gli anni 1995 e 1996. Ha comportato la revisione del tetto e degli intonaci oltre alla tinteggiatura. I lavori che sarebbero necessari alla riapertura non si sono ancora conclusi.